# 東広島市立八本松中学校
東広島市立八本松中学校（ひがしひろしましりつ はちほんまつちゅうがっこう）は、広島県東広島市八本松南二丁目にある公立中学校。

## 概要
東広島市の西部にある。この学校は県道67号線沿いにあり、道路を挟んで西には東広島市立八本松小学校、北には東広島市立八本松中央幼稚園、さらに市道をはさんで東側には広島県教育センターがあり、この付近は教育施設が軒を連ねている。

## 沿革
- 1967年4月1日 - 賀茂郡八本松町立川上中学校と三和中学校を統合。八本松町立八本松中学校として設立したがこの当時は現校舎が完成していなかったため川上教場・三和教場を置いた。
- 1968年9月： 校舎（本館・3階建て・15教室）落成、開校式
- 1970年7月： 体育館落成
- 1974年4月： 東広島市が発足し東広島市立八本松中学校と改称する
- 1978年11月： 科学部が日本学生科学賞総理大臣賞受賞
- 1980年3月： 校舎増築（新館(2006年に西館に改称)・3階建て・6教室）落成
- 1983年4月： 分離校磯松中学校開校
- 1988年2月： 広島県教育奨励教育長賞受賞（学業とクラブの両立）
- 1988年12月： パーソナルコンピュータ導入
- 2004年 - 2006年： 陸上部・長距離男子が『中国中学校駅伝大会』で3年連続優勝。
- 2006年4月： 東館（平屋プレハブ、2教室）落成。それに伴い新館の名称を西館に改称。
- 2006年12月16日： 陸上部・長距離男子が山口県で開催された『第14回全国中学校駅伝大会』男子の部で初優勝。
- 2007年度： 西館を南館に改称（校舎配置上で該当構造物が南側に位置するため）
- 2007年9月 - 2008年3月：耐震工事に伴い、内装改善工事。

## 学校内施設
校舎
- 本館（2学年・3学年普通教室・3階建て・1968年落成/2007年度改装・耐震強度工事施工）
  - 1階 事務室・校長室・職員室・図書室・被服室・調理室・パソコン教室A・B・障害児学級教室
  - 2階 2学年普通教室・第1理科室・第2理科室・第1音楽室
  - 3階 3学年普通教室・多目的教室・美術室・第2音楽室（兼パソコン室C）
- 南館（1学年普通教室・3階建て・1980年落成）
  - 1階 1年4組・1年5組教室
  - 2階 1年3組教室・学年室
  - 3階 1年1組・1年2組教室
- 東館（平屋・2006年プレハブ落成）
  - 特別支援学級

特別教室棟
- 技術室棟
  - 技術室
  - ボイラー室

その他
- 体育館（1967年落成・200?年改装）

## 学校行事
- 4月 - 入学式
- 9月 - 体育大会
- 11月 - 文化祭・合唱祭
- 12月 - 修学旅行（2年）
- 2月 - 職場体験学習（2年）
- 3月 - 卒業式

## 部活動

### 運動部
- 女子バスケットボール部
- ソフトテニス部（男・女）
- バレーボール部（男・女）
- 卓球部（男・女）
- 陸上部短距離（男・女）
- 陸上部長距離（男・女）
- 野球部
- 剣道部

### 文化部
- ギターマンドリン部
- 家庭科部
- 科学部
- 書道部
- 美術部

## 通学区域
- 東広島市立八本松小学校の学区
- 東広島市立吉川小学校の学区
- 東広島市立原小学校の学区

## 進学前小学校
- 東広島市立八本松小学校
- 東広島市立吉川小学校
- 東広島市立原小学校

## 交通
- JR西日本山陽本線 八本松駅より徒歩4分
- JRバス中国広島大学循環線・芸陽バス広島大学循環線 中学校前バス停より徒歩30秒弱

## 関係者

### 出身者
- 載寧龍二（俳優・『特捜戦隊デカレンジャー』のデカレッド役を演じる。在籍年1994年度～1996年度）
- クロちゃん（安田大サーカス）[2]
- 岡田悠希（プロ野球選手・読売ジャイアンツ所属）